# Angelo Alessio
Angelo Alessio (* 29. April 1965 in Capaccio Scalo, Italien) ist ein ehemaliger italienischer Fußballspieler und heutiger -trainer.

## Karriere

### Spielerkarriere
Alessio spielte ab 1984 bei der US Avellino, seiner ersten Profistation. In der ersten Spielzeit erhielt er seinen ersten Profieinsatz in der Serie A, ab der zweiten gehörte er zum festen Stamm der Mannschaft Avellinos. Nach seiner dritten Saison bei Avellino wurde Juventus Turin auf ihn aufmerksam und verpflichtete ihn im Sommer 1987. Obwohl er in seiner ersten Saison bei Juventus regelmäßig zum Einsatz kam, wurde er in der folgenden Saison an den FC Bologna verliehen, um als Stammspieler Erfahrung in der höchsten italienischen Spielklasse zu sammeln. In der Spielzeit 1989/90 gelang Alessio der endgültige Durchbruch: Als Spieler mit tragender Rolle in der Mannschaft gelang es ihm, mit Juve sowohl die Coppa Italia als auch den UEFA-Pokal zu gewinnen. Auch in den beiden darauffolgenden Jahren spielte er für Juventus in der Serie A, allerdings konnte das Team keine weiteren Titel erringen. Nach insgesamt 99 Ligaeinsätzen für Juve entschloss er sich für einen Vereinswechsel.
Im Sommer 1992 wechselte Alessio zur AS Bari in die Serie B. Auch dort etablierte er sich als Stammspieler und kam in den ersten beiden Spielzeiten in Bari auf insgesamt 63 Einsätze, an deren Ende der Aufstieg in die Serie A stand. Im folgenden Jahr, in dem der Klassenerhalt gelang, hatte Alessio einen schweren Stand und kam nicht auf so viele Einsätze wie in den Vorsaisons, sodass er 1995 erneut den Verein wechselte. Auch dieses Mal kehrte er in die Serie B zurück, als er sich Cosenza Calcio 1914 anschloss. Erneut in Liga zwei zum Stammspieler geworden, spielte er zwei solide Jahre für Cosenza, als er erneut einen Vereinswechsel vollzog. 1997 schloss er sich seinem Ex-Verein, der US Avellino, an, bei der er jedoch im Oktober desselben Jahres nach lediglich fünf Einsätzen seinen Vertrag auflösen ließ und für den Rest der Saison beim FC Modena spielte. Dort ließ er in 18 Einsätzen seine Karriere, die er im Sommer 1998 beendete, ausklingen.

### Trainerkarriere
Alessios Trainerkarriere begann 2002 als ihn Franco Colomba als Co-Trainer mit zum SSC Neapel nahm. Obwohl das Trainerteam seine Plätze schnell räumen musste, kehrte es 2003 nochmals zurück. Nach erneuter Erfolglosigkeit wurde diesmal lediglich Colomba freigestellt, sodass Alessio auch unter Andrea Agostinelli als Co-Trainer agierte. Da dieser aber ebenfalls ohne Erfolgserlebnisse blieb, war auch Alessio seinen Job erneut los. Ab 2004 versuchte er sich als Cheftrainer zuerst bei unterklassigen Vereinen: Nach zwei kurzen Stationen bei Imolese Calcio 1919 und der US Massese wurde er 2008 Trainer von SPAL 1907, doch auch dort blieb er nur kurz und fand keinen erneuten Trainerposten.
2010 verpflichtete die AC Siena Antonio Conte als neuen Cheftrainer, dieser holte Alessio als seinen Co-Trainer mit ins Boot und zusammen schafften sie mit Siena den Aufstieg in die Serie A. Nachdem Contes und Alessios ehemaliger Verein Juventus Turin sich vom erfolglosen Luigi Delneri getrennt hatte, wurden Conte und Alessio aus Siena losgeeist und als neues und frisches Trainerteam verpflichtet. In ihrer ersten Saison bei Juve konnten sie auf Anhieb die Meisterschaft gewinnen, genau wie in der darauffolgenden Saison, als das Team ohne Niederlage blieb. Hierbei war Massimo Carrera, eigentlich Techniktrainer, die ersten sieben Spieltage für die Mannschaft verantwortlich, da Conte und Alessio aufgrund nicht gemeldeter Spielabsprachen gesperrt wurden. Da Conte länger als Alessio gesperrt blieb, war Alessio an den Spieltagen acht bis 15 auf der Trainerbank.
Nach drei Jahren in Turin in der Alessio mit dem Verein dreimal Meister geworden war, folgte er Conte in die Italienische Nationalmannschaft. Ab 2016 arbeitete er mit ihm beim FC Chelsea. Im Juni 2019 wurde Alessio neuer Cheftrainer des schottischen Erstligisten FC Kilmarnock. Zum Auftakt seiner Amtszeit schied der Klub in der Qualifikation zur UEFA Europa League 2019/20 gegen die walisischen Halbprofis von Connah’s Quay Nomads aus, der Saisonbeginn in der Liga misslang mit einem Punkt aus drei Partien für den Vorjahresdritten ebenso. Nachdem zwischenzeitlich der dritte Platz in der Liga belegt wurde, gelang bis Mitte Dezember aus acht Ligapartien nur ein Sieg und Alessio wurde im Anschluss an eine 0:1-Niederlage gegen Ross County bereits nach einem halben Jahr wieder entlassen.

## Erfolge

### Als Spieler
- Coppa-Italia-Sieger: 1989/90
- UEFA-Pokal-Sieger: 1989/90
- Aufstieg in die Serie A: 1993/94

### Als Trainer
- Aufstieg in die Serie A: 2010/11
- Italienischer Meister: 2011/12, 2012/13, 2013/14
- Italienischer Supercupsieger: 2012, 2013